# Martí Crespí
Martí Crespí Pascual (Palma di Maiorca, 15 giugno 1987) è un ex calciatore spagnolo, di ruolo difensore.